# Unité urbaine de Dijon
L'unité urbaine de Dijon est une unité urbaine française centrée sur la ville de Dijon, préfecture et première ville du département de la Côte-d'Or, en région Bourgogne-Franche-Comté où elle occupe également le 1er rang régional.

## Données générales
En 2010, selon l'Insee, l'unité urbaine de Dijon était composée de quinze communes, toutes situées dans le département de la Côte-d'Or, plus précisément dans l'arrondissement de Dijon. Le 28 mars 2019, les communes de Neuilly-lès-Dijon et Crimolois (alors située hors du périmètre de l'unité urbaine) fusionnent pour former la commune de Neuilly-Crimolois, intégrant le territoire et la population de l'ancienne commune de Crimolois, soit un accroissement de 3,59 kilomètres carrés et 796 habitants.
Dans le nouveau zonage réalisé en 2020, elle est composée des quinze mêmes communes.
En 2022, avec 250 203 habitants, elle représente la 1re unité urbaine du département de la Côte-d'Or et occupe également le 1er rang dans la région Bourgogne-Franche-Comté.
En 2022, sa densité de population s'élève à 1 475 hab/km2, ce qui en fait de loin l'unité urbaine la plus densément peuplée de la Côte-d'Or.
Par sa superficie, elle ne représente que 1,94 % du territoire départemental mais, par sa population, elle regroupe 46,54 % de la population du département en 2022, soit près de la moitié, ce qui représente une des proportions les plus élevées en France métropolitaine.
L'unité urbaine de Dijon est englobée dans sa totalité dans l'intercommunalité de Dijon Métropole qui regroupe 23 communes.

Agglomérations de plus de 100000 habitants en France en 2022.

## Composition 2020 de l'unité urbaine
Elle est composée des quinze communes suivantes : 
| Nom                    | Code Insee | Département | Statut       | Superficie (km2) | Population (dernière pop. légale) | Densité (hab./km2) | Modifier                                    |
| ---------------------- | ---------- | ----------- | ------------ | ---------------- | --------------------------------- | ------------------ | ------------------------------------------- |
| Dijon (ville-centre)   | 21231      | Côte-d'Or   | ville-centre | 40,41            | 159 941 (2022)                    | 3 958              | modifier les données · modifier les données |
| Chenôve                | 21166      | Côte-d'Or   | banlieue     | 7,42             | 14 299 (2022)                     | 1 927              | modifier les données · modifier les données |
| Chevigny-Saint-Sauveur | 21171      | Côte-d'Or   | banlieue     | 12,11            | 10 895 (2022)                     | 900                | modifier les données · modifier les données |
| Daix                   | 21223      | Côte-d'Or   | banlieue     | 11,80            | 1 520 (2022)                      | 129                | modifier les données · modifier les données |
| Fontaine-lès-Dijon     | 21278      | Côte-d'Or   | banlieue     | 4,49             | 9 032 (2022)                      | 2 012              | modifier les données · modifier les données |
| Longvic                | 21355      | Côte-d'Or   | banlieue     | 10,56            | 8 787 (2022)                      | 832                | modifier les données · modifier les données |
| Marsannay-la-Côte      | 21390      | Côte-d'Or   | banlieue     | 12,85            | 5 440 (2022)                      | 423                | modifier les données · modifier les données |
| Neuilly-Crimolois      | 21452      | Côte-d'Or   | banlieue     | 8,21             | 3 430 (2022)                      | 418                | modifier les données · modifier les données |
| Ouges                  | 21473      | Côte-d'Or   | banlieue     | 12,10            | 1 505 (2022)                      | 124                | modifier les données · modifier les données |
| Perrigny-lès-Dijon     | 21481      | Côte-d'Or   | banlieue     | 6,71             | 2 321 (2022)                      | 346                | modifier les données · modifier les données |
| Plombières-lès-Dijon   | 21485      | Côte-d'Or   | banlieue     | 16,21            | 2 508 (2022)                      | 155                | modifier les données · modifier les données |
| Quetigny               | 21515      | Côte-d'Or   | banlieue     | 8,19             | 8 897 (2022)                      | 1 086              | modifier les données · modifier les données |
| Saint-Apollinaire      | 21540      | Côte-d'Or   | banlieue     | 10,24            | 7 517 (2022)                      | 734                | modifier les données · modifier les données |
| Sennecey-lès-Dijon     | 21605      | Côte-d'Or   | banlieue     | 3,42             | 2 125 (2022)                      | 621                | modifier les données · modifier les données |
| Talant                 | 21617      | Côte-d'Or   | banlieue     | 4,90             | 11 986 (2022)                     | 2 446              | modifier les données · modifier les données |

## Évolution démographique
| 1968    | 1975    | 1982    | 1990    | 1999    | 2006    | 2011    | 2016    | 2022    |
| ------- | ------- | ------- | ------- | ------- | ------- | ------- | ------- | ------- |
| 189 920 | 218 076 | 219 372 | 230 956 | 237 476 | 238 665 | 238 617 | 244 172 | 250 203 |

#### Données générales
- Unité urbaine en France
- Aire d'attraction d'une ville
- Liste des unités urbaines de France

#### Données démographiques en rapport avec l'unité urbaine de Dijon
- Aire d'attraction de Dijon
- Arrondissement de Dijon
- Dijon Métropole
- Dijon

#### Données démographiques en rapport avec la Côte-d'Or
- Démographie de la Côte-d'Or